# Kurt Peters (Chemiker)
Kurt Gustav Karl Peters (* 17. August 1897 in Wien-Atzgersdorf; † 23. Mai 1978 in Wien) war ein österreichischer Chemiker.
Sein Arbeitsgebiet waren die Brennstofftechnologie, physikalische Chemie und katalytische Reaktionen sowie die Trennung und Reindarstellung von Edelgasen und Kohlenwasserstoffen.

## Leben
Kurt Peters’ Eltern waren der bei Carl Auer von Welsbach tätige und wohnhafte Ingenieur Karl Friedrich Anton Peters aus Brünn und seine Frau Aloisia Bumbala, Ingenieurstochter aus Blansko-Klepačov.
Nach dem österreichischen Militärdienst studierte er von 1918 bis 1921 Chemie an der Technischen Hochschule Wien (TH Wien, heute Technische Universität Wien). 1923 wurde er an der Berliner Universität bei Walther Nernst promoviert. Nach der anschließenden Tätigkeit als Assistent (unter anderem bei Fritz Paneth) war er von 1928 bis 1937 Abteilungsleiter am Kaiser-Wilhelm-Institut für Kohlenforschung. 1937 wechselte er in die Industrie und arbeitete in der Abteilung Hochdruckversuche der I.G. Farben unter Matthias Pier im Bereich der Katalysatorentwicklung.
1945 setzte ihn die amerikanische Militärregierung als Treuhänder für einen Teil des beschlagnahmten Besitzes der Firma I.G. Farben ein. 1949 erhielt er die Berufung als Professor am ordentlichen Lehrstuhl für Brennstoffe an der TH Wien. Von 1952 bis 1954 war er Dekan der Abteilung Chemie und in den Jahren 1955 und 1956 Rektor der TH Wien.
Im Jahr 2017 wurde in Wien-Liesing (23. Bezirk) der Kurt-Peters-Weg nach ihm benannt.